# New International Version
La New International Version (it.: Nuova Versione Internazionale) rappresenta la traduzione della Bibbia in inglese più diffusa e venduta nel XX secolo nell'ambito protestante statunitense.

## Storia
L'opera di traduzione della NIV cominciò nel 1965, commissionata dalla 
New York Bible Society, che è attualmente la International Bible Society. Il Nuovo Testamento è stato pubblicato nel 1973, l'intero testo biblico nel 1978. Nel 1984 ne è uscita una prima revisione.
Il lavoro è stato realizzato da un centinaio di studiosi di ambito anglosassone (USA, Canada, Regno Unito, Australia, Nuova Zelanda, Sudafrica) e protestante (oltre una ventina di confessioni, tra cui Battisti, Evangelici, Metodisti, Luterani, Anglicani)

## Diffusione
La NIV è diventata la più diffusa traduzione inglese della Bibbia, con oltre 215 milioni di copie vendute in tutto il mondo. È specialmente diffusa tra gli evangelici statunitensi, nonostante la ferma opposizione dai tradizionalisti che sostengono la validità della sola King James Version (v. il gruppo estremista King-James-Only Movement). Un'accusa non particolarmente fondata è che tale versione sia troppo vicina alla dottrina cattolica.
A differenza della King James, essendo ovviamente più recente, tiene conto dei più recenti ritrovamenti di manoscritti biblici, in particolare dei Rotoli del Mar Morto.

## Versioni
- God's Word - New International Version, brossura, Biblica, by International Bible Society, Colorado Springs 1973, 1978, 1984; ISBN 978-1-56320-478-4

## Revisioni
La NIV è stata oggetto di alcune revisioni:
- Today's New International Version
- New International Reader's Version
- New International Version Inclusive Language Edition (NIVI)